# Kernkraftwerk Genkai
Das Kernkraftwerk Genkai (jap. 玄海原子力発電所 Genkai genshiryoku hatsudensho) ist im Südwesten Japans im Ort Genkai im Higashimatsuura-gun der Präfektur Saga gelegen. Der Eigentümer ist die Kyūshū Denryoku (Kyushu Electric Power). Die Anlage besteht aus vier meerwassergekühlten Blöcken, die alle von Mitsubishi geliefert wurden. Die beiden älteren Blöcke 1 und 2 wurden in Folge von Fukushima stillgelegt. Seit 2018 läuft das Kraftwerk mit den beiden neueren Blöcken 3 und 4.

## Block 1
Der Block 1 verfügt über einen Druckwasserreaktor (DWR) mit einer Netto- bzw. Bruttoleistung von 529 bzw. 559 MWe; seine thermische Leistung liegt bei 1650 MWt.
Mit dem Bau von Block 1 wurde am 15. September 1971 begonnen. Am 28. Januar 1975 erreichte der Reaktor erstmals die Kritikalität. Er wurde am 14. Februar 1975 mit dem Stromnetz verbunden und nahm am 15. Oktober 1975 den kommerziellen Betrieb auf. Der Block 1 hat seit 1975 insgesamt 127.67 TWh Strom erzeugt; im Jahr 2004 erzielte er mit 8784 Betriebsstunden und einer Produktion von 4768,4 GWh sein bestes Ergebnis. Er war von 2012 bis 2015 heruntergefahren und wurde am 27. April 2015 endgültig stillgelegt.

## Block 2
Der Block 2 verfügt über einen DWR mit einer Netto- bzw. Bruttoleistung von 529 bzw. 559 MWe; seine thermische Leistung liegt bei 1650 MWt.
Mit dem Bau von Block 2 wurde am 1. Februar 1977 begonnen. Am 21. Mai 1980 erreichte der Reaktor erstmals die Kritikalität. Er wurde am 3. Juni 1980 mit dem Stromnetz verbunden und nahm am 30. März 1981 den kommerziellen Betrieb auf. Der Block 2 hat seit 1980 insgesamt 118,19 TWh Strom erzeugt; im Jahr 2010 erzielte er mit 8760 Betriebsstunden und einer Produktion von 4791,87 GWh sein bestes Ergebnis. Er war von 2011 bis 2019 heruntergefahren und wurde am 9. April 2019 endgültig stillgelegt.

## Block 3
Der Block 3 verfügt über einen DWR mit einer Netto- bzw. Bruttoleistung von 1127 bzw. 1180 MWe; seine thermische Leistung liegt bei 3423 MWt.
Mit dem Bau von Block 3 wurde am 1. Juni 1988 begonnen. Am 28. Mai 1993 erreichte der Reaktor erstmals die Kritikalität. Er wurde am 15. Juni 1993 mit dem Stromnetz verbunden und nahm am 18. März 1994 den kommerziellen Betrieb auf. Der Block 3 hat von 1993 bis Ende 2021 insgesamt 182,94 TWh Strom erzeugt; im Jahr 2021 erzielte er mit 8760 Betriebsstunden und einer Produktion von 10083,48 GWh sein bestes Ergebnis.
Block 3 war von 2011 bis 2018 heruntergefahren. Am 23. März wurde er erneut angefahren hat seitdem wieder jedes Jahr Strom produziert.

## Block 4
Der Block 4 verfügt über einen DWR mit einer Netto- bzw. Bruttoleistung von 1127 bzw. 1180 MWe; seine thermische Leistung liegt bei 3423 MWt.
Mit dem Bau von Block 4 wurde am 15. Juli 1992 begonnen. Am 23. Oktober 1996 erreichte der Reaktor erstmals die Kritikalität. Er wurde am 12. November 1996 mit dem Stromnetz verbunden und nahm am 25. Juli 1997 den kommerziellen Betrieb auf. Der Block 4 hat von 1996 bis Ende 2021 insgesamt 156,75 TWh Strom erzeugt; im Jahr 2007 erzielte er mit 8760 Betriebsstunden und einer Produktion von 10025,27 GWh sein bestes Ergebnis.
Block 4 war in Folge von Fukushima zwischen 2012 und 2017 heruntergefahren. Am 16. Juni 2018 wurde er erneut angefahren und hat seit dem 19. Juni 2018 wieder jedes Jahr Strom erzeugt.

## Störfälle
Am 6. Juni 1988 lief Wasser aus dem Primärkreislauf. Eine der Röhren litt an Materialermüdung.
Am 17. Juli 1998 wurde ein Leck im Kondensator des Reaktors 1 während des vollen Leistungsbetriebs festgestellt. Daraufhin musste die Leistung gedrosselt werden.
Am 20. Januar 1998 wurde im Reaktor 3 während eines Routinetests ein Leck entdeckt.
Am 31. März 1999 gab es ein Problem im Reaktor 3 im Zusammenhang mit einem Schaden an den Druckröhren des Dampfgenerators.

## Nach der Nuklearkatastrophe 2011
Anfang 2011 wurden die Blöcke 2 und 3 für die routinemäßige Wartung heruntergefahren. Im Anschluss an die Nuklearkatastrophe von Fukushima versuchte Kyushu Electric Power Company (auch Kepco genannt) eine Genehmigung von der Stadt Genkai und der Präfektur Saga zu bekommen, um sicherzustellen, dass es keine Einwände gegen ein Wiederanfahren der Reaktoren gibt. Die Verhandlungen zogen sich über mehrere Monate hin.
Ein Treffen wurde organisiert, um die Menschen im Bezirk zu informieren und an der Entscheidung zu beteiligen. Das Treffen wurde live im Fernsehen und im Internet übertragen, die Zuschauer wurden aufgefordert, ihre Meinungen per E-Mail oder Fax einzureichen. Allerdings wurde bekannt, dass der Vorstand der Kyushu Electric die eigenen Mitarbeiter angewiesen hatte, E-Mails mit positivem Inhalt für den Neustart zu senden.
Später wurde zugegeben, dass nicht nur Mitarbeiter von Kepco, sondern auch von vier angeschlossenen Unternehmen beteiligt waren – insgesamt mehr als 1.500 Mitarbeiter. Ein großer Skandal brach in den japanischen Medien aus, weil die Öffentlichkeitsbeteiligung auf diese Weise manipuliert worden war.

## Daten der Reaktorblöcke
Das Kernkraftwerk Genkai hat vier Blöcke (Quelle: IAEA, Stand: September 2022):
| Block | Reaktortyp | Modell     | Status      | Netto- leistung in MWe (Design) | Brutto- leistung in MWe | Therm. Leistung in MWt | Baubeginn  | Erste Kritikalität | Erste Netzsyn- chronisation | Kommer- zieller Betrieb (geplant) | Abschal- tung (geplant) | Einspeisung in TWh |
| ----- | ---------- | ---------- | ----------- | ------------------------------- | ----------------------- | ---------------------- | ---------- | ------------------ | --------------------------- | --------------------------------- | ----------------------- | ------------------ |
| 1     | PWR        | M (2-loop) | Stillgelegt | 529                             | 559                     | 1650                   | 15.09.1971 | 28.01.1975         | 14.02.1975                  | 15.10.1975                        | 27.04.2015              | 127,67             |
| 2     | PWR        | M (2-loop) | Stillgelegt | 529                             | 559                     | 1650                   | 01.02.1977 | 21.05.1980         | 03.06.1980                  | 30.03.1981                        | 09.04.2019              | 118,19             |
| 3     | PWR        | M (4-loop) | In Betrieb  | 1127                            | 1180                    | 3423                   | 01.06.1988 | 28.05.1993         | 15.06.1993                  | 18.03.1994                        | –                       | 182,94             |
| 4     | PWR        | M (4-loop) | In Betrieb  | 1127                            | 1180                    | 3423                   | 15.07.1992 | 23.10.1996         | 12.11.1996                  | 25.07.1997                        | –                       | 156,75             |